# Веар (Нью-Гемпшир)
Веар (англ. Weare) — місто (англ. town) в США, в окрузі Гіллсборо штату Нью-Гемпшир. Населення — 9092 особи (2020).

## Демографія
Згідно з переписом 2010 року, у місті мешкало 8785 осіб у 3128 домогосподарствах у складі 2461 родини. Було 3466 помешкань
Расовий склад населення:
| - 97,7 % — білих - 0,4 % — азіатів - 0,3 % — корінних американців - 0,2 % — чорних або афроамериканців |

До двох чи більше рас належало 1,1 %. Частка іспаномовних становила 1,2 % від усіх жителів.
За віковим діапазоном населення розподілялося таким чином: 26,8 % — особи молодші 18 років, 66,7 % — особи у віці 18—64 років, 6,5 % — особи у віці 65 років та старші. Медіана віку мешканця становила 39,1 року. На 100 осіб жіночої статі у місті припадало 103,7 чоловіків;  на 100 жінок у віці від 18 років та старших — 101,3 чоловіків також старших 18 років.
Середній дохід на одне домашнє господарство  становив 107 151 долар США (медіана — 90 024), а середній дохід на одну сім'ю — 120 583 долари (медіана — 101 250). Медіана доходів становила 61 662 долари для чоловіків та 50 163 долари для жінок. За межею бідності перебувало 5,4 % осіб, у тому числі 2,7 % дітей у віці до 18 років та 2,7 % осіб у віці 65 років та старших.
Цивільне працевлаштоване населення становило 5380 осіб. Основні галузі зайнятості: освіта, охорона здоров'я та соціальна допомога — 26,6 %, будівництво — 12,0 %, виробництво — 11,6 %, роздрібна торгівля — 11,5 %.